# Архиепархия Лодзи
 Архиепархия Лодзи  (лат. Archidioecesis Lodziensis) — архиепархия Римско-Католической церкви с центром в городе Лодзь, Польша. В митрополию Лодзи входят епархия Ловича. Кафедральным собором архиепархии Лодзи является церковь святого Станислава Костки.

## История
10 декабря 1920 года Римский папа Бенедикт XV издал буллу «Christi Domini», которой учредил епархию Лодзи, выделив её из архиепархии Варшавы.
28 октября 1925 года Римский папа Пий XI издал буллу «Vixdum Poloniae unitas», которой провёл реорганизацию польских епархий, в результате которой епархия Лодзи поменяла свои границы.
В сентябре 1939 года епископ Казимеж Томчак был арестован нацистами и отправлен в концлагерь, где он был до 1944 года.
25 марта 1992 года Римский папа Иоанн Павел II издал буллу «Totus tuus Poloniae populus», которой передал часть территории епархии Лодзи в пользу возведения епархии Ловича. В этот же день епархия Лодзи была возведена в ранг архиепархии с прямым подчинением Святому Престолу.
24 февраля 2004 года Римский папа Иоанн Павел II издал буллу «Spiritale incrementum», которой основал митрополию Лодзи, присоединив к ней епархию Ловача.

## Одинарии архиепархии
- епископ Винцентий Тыменецкий[пол.] (11.04.1921 — 10.08.1934);
- епископ Влодзимеж Бронислав Ясиньский[пол.] (30.11.1934 — 12.12.1946);
- епископ Михал Клепач[пол.] (20.12.1946 — 29.01.1967);
- епископ Юзеф Розвадовский[пол.] (29.10.1968 — 24.01.1986);
- архиепископ Владислав Зюлек[пол.] (24.01.1986 — 11.07.2012);
- архиепископ Марк Ендрашевский (11.07.2012 — 8.12.2016, назначен архиепископом Кракова);
- кардинал Гжегож Рысь (14.09.2017 — по настоящее время).

## Источник
- Annuario Pontificio, Libreria Editrice Vaticana, Città del Vaticano, 2003, ISBN 88-209-7422-3
- Булла Totus Tuus Poloniae populus, AAS 84 (1992), стр. 1099 Архивная копия от 13 июля 2020 на Wayback Machine  (лат.)
- Булла Spiritale incrementum Архивная копия от 12 сентября 2010 на Wayback Machine  (лат.)